# Anaxímenes de Lámpsaco
Anaxímenes de Lámpsaco (Ἀναξιμένης ὁ Λαμψακηνός, c. 380-c. 320 a. C.) fue un retor e historiador griego, discípulo de Diógenes de Sinope y del retórico Zoilo. Fundó escuela en Pella, donde fue maestro, entre otros, de Arquías de Turio y Alejandro Magno, a quien acompañó en su expedición a Persia. Escribió una Retórica a Alejandro, atribuida durante mucho tiempo a Aristóteles, una Historia de Grecia (en doce libros), una Historia de Filipo, y una Historia de Alejandro, conservadas hoy día fragmentariamente.